# Здоровань
Здоровань (рос. Крепыш) — радянський художній фільм 1981 року.

## Сюжет
Герой фільму — знаменитий орловський рисак на прізвисько Здоровань (Кріпиш), багаторазовий чемпіон перегонів початку XX століття, коли в гострих сутичках на доріжках іподромів вирішувалася доля російського конярства. Світ тварин і людей показані через сприйняття Здорованя.

## У ролях
- Георгій Жжонов —  Шапошников
- Антоніна Шуранова —  Олена Павлівна
- Андрій Мартинов — Єгор
- Леонід Кулагін —  Бардін
- Павло Махотін —  Агафонов
- Альгімантас Масюліс —  Шульц
- Софія Павлова —  Лідія Федорівна
- Владлен Давидов —  князь
- В'ячеслав Єзепов —  гравець
- Ігор Дмитрієв —  Елтон-старший
- Едуард Марцевич —  голова товариства конярів
- Інокентій Смоктуновський —  голос Здорованя (озвучування)
- Олена Коренєва —  голос конячки (озвучування)
- Володимир Піцек —  Ухарський
- Юрій Волков —  чиновник
- Борис Руднєв —  Базаров
- Андрій Юренєв —  Елтон-молодший
- Маргарита Анастасьєва — епізод

## Знімальна група
- Автори сценарію: — Олександр Згуріді,  Нана Клдіашвілі
- Режисери-постановники: — Олександр Згуріді,  Нана Клдіашвілі
- Оператори-постановники: — Вадим Алісов
- Художники-постановники: — Михайло Богданов
- Композитори:  —Альфред Шнітке